# Polnische Eishockeyliga 1969/70
Die Saison 1969/70 war die 35. Spielzeit der polnischen Eishockeyliga, der höchsten polnischen Eishockeyspielklasse. Meister wurde zum insgesamt sechsten Mal in der Vereinsgeschichte GKS Katowice. KS Cracovia stieg in die 2. Liga ab.

## Modus
In der Hauptrunde absolvierte jede der zehn Mannschaften insgesamt 36 Spiele. Der Erstplatzierte der Hauptrunde wurde Meister. Der Letztplatzierte der Hauptrunde stieg in die 2. Liga ab. Für einen Sieg erhielt jede Mannschaft zwei Punkte, bei einem Unentschieden gab es einen Punkt und bei einer Niederlage null Punkte.

## Mannschaften
| Baildon Katowice |

| Warszawa |

| GKS Katowice |

| Nowy Targ |

| Bydgoszcz |

| Łódź |

| Janów |

| Murcki |

| Toruń |

| KS Cracovia |

| Baildon Katowice |

| Warszawa |

| GKS Katowice |

| Nowy Targ |

| Bydgoszcz |

| Łódź |

| Janów |

| Murcki |

| Toruń |

| KS Cracovia |

## Hauptrunde

### Tabelle
|     | Klub                | Sp | Tore    | Punkte |
| --- | ------------------- | -- | ------- | ------ |
| 1.  | GKS Katowice        | 36 | 130:74  | 50     |
| 2.  | Podhale Nowy Targ   | 36 | 165:99  | 48     |
| 3.  | Baildon Katowice    | 36 | 186:98  | 44     |
| 4.  | ŁKS Łódź            | 36 | 142:109 | 43     |
| 5.  | Legia Warszawa      | 36 | 120:128 | 38     |
| 6.  | Naprzód Janów       | 36 | 130:152 | 36     |
| 7.  | Polonia Bydgoszcz   | 36 | 159:185 | 31     |
| 8.  | KS Pomorzanin Toruń | 36 | 128:159 | 26     |
| 9.  | Górnik Murcki       | 36 | 118:179 | 24     |
| 10. | KS Cracovia         | 36 | 104:199 | 20     |

Sp = Spiele, S = Siege, U = unentschieden, N = Niederlagen, OTS = Overtime-Siege, OTN = Overtime-Niederlage, SOS = Penalty-Siege, SON = Penalty-Niederlage